# فريدريك شوه
فريدريك شوه (بالهولندية: Frederik Schuh)‏ هو رياضياتي هولندي، ولد في 7 فبراير 1875، وتوفي في 6 يناير 1966.